# UF Mâconnais
El Mâcon 71, conocido simplemente como Mâcon, es un equipo de fútbol de Francia que juega en el Championnat National 3, la quinta división nacional.

## Historia
Fue fundado el 30 de mayo de 1997 en la ciudad de Mâcon con el nombre Entente Charnay et Mâcon 71 tras la fusión de los equipos Union Sportive de Charnay (fundado en 1947) y ASPTT Mâcon (fundado en 1945), y dos años después se fusiona con el FC Mâcon (fundado en 1939) para crear al Mâconnais Football Club, el cual solo tuvieron un año luego de cambiarlo por Union du Football Mâconnais en 2000.
El club jugó siete temporadas en la desaparecida CFA 2, y regresaría a jugar a nivel nacional en la temporada 2022/23 cuando logró el ascenso al Championnat National 3, donde en una temporada consiguió el ascenso al Championnat National 2 por primera vez en su historia.
En 2025, la Union du football mâconnais se convierte en Mâcon 71.

## Palmarés
- Régional 1 / DH Bourgogne (3): 1999, 2003, 2022
- National 3 (1): 2023

## Presidentes
- 1997–1999:  Pierre Augagneur
- 1999–2000:  Maurice Portrait
- 2000–2002:  Alain Rigaudier
- 2002–2011:  Serge Rivéra
- 2011–2013:  Denis Jacquet
- 2013–2016:  Manuel Goncalvès
- 2016–2020:  Stéphane Margand
- 2020–presente:  Alain Griezmann[10]

## Entrenadores
- 1997–2001:  Christian Romond
- 2001–2002:  Diego Garzitto
- 2002–2006:  Patrice Monteilh
- 2006–2009:  Joël Greuzet
- 2009–2012:  Jean-Philippe Forêt
- 2012–2013:  Thierry Droin
- 2013–2015:  Denis Promonet
- 2015–2017:  Frédéric Jay
- 2017–2020:  Jean Acédo
- 2020–presente:  Romain Paturel

## Jugadores

### Jugadores destacados
- Antoine Griezmann[11]